# صالح بن سعيد الزهراني
الأستاذ الدكتور صالح بن سعيد بن عيد الزهراني شاعر وأكاديمي سعودي، من مواليد منطقة الباحة 1381هـ. يعمل أستاذًا بقسم البلاغة والنقد بكلية اللغة العربية بـجامعة أم القرى بـمكة المكرمة.

## الجوائز التي حصل عليها
- جائزة التميز في البحث العلمي بجامعة أم القرى 1423 هـ
- جائزة امرئ القيس للإبداع الشعري 1436 هـ
- شخصية العام الثقافية بمنطقة الباحة 1435هـ مع الشاعر علي الدميني.

## الدراسات التي كتبت عنه
- حجب البوح دراسة في الرؤية والتشكيل والتلقي في شعر صالح الزهراني. الدكتور طارق شلبي.
- رثائيات الفارس المغيب ومقوماتها الفنية في شعر صالح الزهراني . الدكتورة كاميليا عبد الفتاح.
- قراءة ثقافية مغاربية في شعر شاهد العصر صالح الزهراني. الأستاذ الدكتور سعيد الغزاوي .
- هندسة المكان في شعر صالح الزهراني. الدكتور شوقي أبو زهرة.
- ظواهر من الانحراف الأسلوبيّ في شعر صالح الزهراني.] أ.د. زهير المنصور .
- عتبات النص في ستذكرون ما أقول لكم. الدكتور حافظ المغربي .
- مقاربة سيميائية في الشعر السعودي: قصيدة هرمجدون للدكتور صالح الزهراني أنموذجًا . عبد الرحمن المالكي
- اختير بعض قصائده ضمن النصوص الشعرية لمقررات اللغة العربية.
- صالح الزهراني شاعرًا . رسالة ماجستير بـجامعة مؤتة، فهد البقمـي.
- شعر صالح الزهرانـي - الرؤية والأداة . رسالة ماجستير للطالبة جواهر القحطاني بجامعة الملك خالد.
- البعد الديني والوطني في شعر صالح الزهراني. رسالة ماجستير بالجامعة الأردنية بعمان، فايز البناقي.
- شعر صالح الزهراني وعبد الرحمن العشماوي دراسة موازنة. رسالة دكتوراه بـجامعة الأزهر، بيومي عوض.
- شعرية العدول في شعر صالح الزهراني . موسى الفيفي، جامعة الملك خالد.
- الصورة الشعرية عند صالح الزهراني . محمد الحصيني رسالة ماجستير بجامعة الخليج، البحرين.
- الرمز التاريخي بين صالح الزهراني وجاسم الصحيح. علياء القحطاني رسالة ماجستير بجامعة الملك خالد.
- جماليات المكان عند صالح الزهراني. حمدان البقمي جامعة الطائف.
- المكون الأسلوبي في شعر صالح الزهراني. محمد العضيبي جامعة أم القرى.
- جماليات التناص في شعر صالح الزهراني. رسالة ماجستير بـجامعة الطائف، أشواق الهذلي.
- صورة المرأة في شعر صالح الزهراني. رسالة ماجستير بجامعة أم القرى، رحمة الزهراني.
- علاقة المعاني في شعر صالح الزهراني، رسالة دكتوراه بجامعة أم القرى، شكرية العميري.

## قالوا عنه
- حارس الكلأ المباح الشاعر صالح الزهراني الدكتور عبد الحميد القط:

هذا الشاعر الشاب الذي يشتعل حماساً لمجد وطنه وتقدمه ونهضته وحريته، لا يتحرق حماساً لوطنه فحسب، ولكن يتحرق حماساً لأوطانه العريقة وبخاصة ما كان منها تحت الاحتلال، وليس همَّ الشاعر منحصر في الحرية والدفاع عنها، ولكنه هم يشمل القيم الرفيعة كلها من إخلاص للوطن، وحب له، والعمل على نهضته وتقدمه، وهو حب يتجاوز المنفعة ويصبح مطلوباً لذاته أو كأنه كذلك.
كما يدافع عن صدق القول والإخلاص فيه، وترك النفاق والبعد عن التصنع والتكلف، إنه باختصار يدافع عن القيم الرفيعة المستباحة، ولعل عنون الديوان تراتيل حارس الكلأ المباح ما يوضح الدور الذي يلعبه الشاعر، وهو الترتيل لهذه القيم والدفاع عنها.
والشاعر معنى يٌّ بمشاركة غيره له في حب وطنه السعودي وطنه العربي الكبير، إذ أنه وحده يفعل ما يستطيع وهذا حسبه لكن هذا لا يكفي – في رأيه – فهو يدعو إلى الموقف الإيجابي لكل صاحب كلمة، شاعراً أو غيره ممن يمسكون بالقلم.
- الرمز الأسطوري عند صالح الزهراني: الدكتور فهد البقمي:

ففي قصيدة "السندباد في رحلته التاسعة كمثالٍ يجدر بنا التوقف عنده كمثال على مفتاح النص، ونثير التساؤل عن الأسطورة التي لها سبع رحلات فقط؟ وأين الرحلة الثامنة؟ ومن هو السندباد الذي رمز له في الرحلة التاسعة؟ وكيف كانت رحلته؟ فعلق يوسف العارف على عنوان هذه القصيدة بقوله "وفي نص "السندباد في رحلته التاسعة" تعالق نصي مع حكاية السندباد التي ألمحنا إليها إذ نعرف أن رحلات السندباد كانت سبعة لكن شاعرنا –في هذا النص- يتوجها بالتاسعة متجاوزاً الثامنة التي لم تحكِ عنها كتب التراث وإن كنت أعول الرحلة الثامنة، ومعرفته لها عائد على ثقافة الشاعر واطلاعه على النتاج الأدبي العربي، ولذكر خليل حاوي في أحد نصوصه، وتسميتها بـ"السندباد في رحلته الثامنة فكانت هذه التسمية احتذاء بخليل حاوي الذي أتم رحلات السندباد السبع بالثامنة، والزهراني توجها بالتاسعة.
وبالالتفات إلى كيفية توظيف الرمز الأسطوري للسندباد في قصيدة خليل حاول «السندباد في رحلته الثامنة» في مضمونها من خلال كتاب على عشري، استدعاء الشخصيات التراثية في الشعر العربي المعاصر، لتحليله الكامل للرمز فالقصيدة عند النقاد العرب -على حد اطلاعي- لشخصيات السندباد الرمزية الأسطورية، وخاصة في شعر خليل حاوي فيقول: «إن أنجح النماذج لشخصية السندباد البحري، وأكثرها اكتمالاً من الوجهة الفنية فهو استخدام خليل حاوي، الذي عبر عن مرحلة من أهم مراحل تطوره الشعري والفكري، وهي مرحلة بحثه عن ذاته عبر مجموعة من المغامرات الوجودية للسندباد، وهو رمز الرحلة والتجوال، ومحاولة تحقيق الذات، أما قصيدة «السندباد في رحلته الثامنة» يتخذ صيغة أخرى جديدة، وتأخذه أطرافه في وجدان الشاعر صوراً جديدة، حيث يتجسد الدرويش في الماضي المتمثل في رحلاته السبع السابقة، أو في داره القديمة التي يقوم برحلته الثامنة للتخلص من رواسبها في ذاته، بينما يأخذ البحار صورة هذه الرحلة الثامنة، لتطهير ذاته من الرواسب القديمة انتظاراً للوافد الجديد، ولعله الطفل الذي بشر به في آخر قصيدة» وجوه السندباد، والشاعر في هذه القصيدة يستعير بالإضافة إلى المدلول العام لشخصية السندباد، وهو المغامرة والارتياد، ببعض الملامح التراثية لشخصية السندباد ممثلة في رحلاته السبع.
"وفي ختام القصيدة يرى السندباد أنه قد خسر ذاته القديمة، ممثلة فيما جمعه من كنوز في رحلاته السبع السابقة، ولكنه عاد إلى أمته يحمل بشارة البعث.
ضيعت رأس المال والتجارة
عدت إليكم شاعراً في فمه البشارة
وعند هذا يرى خليل حاوي أن شخصية السندباد قد أدت دورها في تجربته الشعرية، "وبعد أن منحته أغنى ما تمنحه شخصية تراثية لشاعر من طاقات إيحاء ووسائل تعبير، عبر من خلالها عن شتى أبعاد تجربته الروحية، والفكرية، والوجدانية، والاجتماعية، والقومية.

## الإنتاج العلمي
- الغموض والبلاغة العربيـة.
- مآخذ البيانيين على النص الشعري حتى نهاية القرن الرابع الهجري – دراسة نقدية.
- الإيقاع والدلالة.
- بلاغة الرؤيا الشعرية.
- إشكالية الاحتذاء في المعنى الشعري عند عبد القاهر الجرجاني.
- سفينة تبحر في شرارة – في الرؤيا الجديدة للعالم عند أدونيس.
- الغموض في القصيدة العربية الجديدة.
- جماليات القلب في البلاغة العربية.
- المصباح والصولجان – في نقد الأكاديميين السعوديين للشعر السعودي الغذّامي والحامد.
- اللغة الكونية – في الفكر الشعري لبائية ذي الرُّمـة.
- العقل المستعار – في إشكالية المنهج في النقد العربي الحديث – المنهج النفسي نموذجًا.
- مستويات الكلام البليغ عند عبد القاهـر الجرجاني.
- سياسة البلاغة عند عبد الحميد الفراهي.
- الفلسفة الجمالية عند حمـزة شحاتة.
- البحث عن الجوهر – قراءة في قصيدة أبيس لحمزة شحاتة
- الخروج من ثقب الإبرة _ قراءة في ثقافة الخوف.
- البحث عن الكنز المدفون – غموض الرؤية أو عجز التخطيط.
- الباحة: سيرة وعي: قراءة في ثقافة القبيلة.
- جمهرة البلاغة ـ قراءة وتقديم.
- جماليات القناع في القصيدة السعودية الحديثة ـ سحيم القصيبـي.
- ملامح المستقبل في خطابنا الثقافي.
- إبداع المثاقفة وسؤال المنهج - عبد الوهاب المسيري نموذجًا.
- جهود المملكة العربية السعودية في خدمة اللغة العربية.
- من بلاغة الجملة إلى بلاغة النص.
- ثقافة النص الشعري في التراث البلاغي والنقدي.
- خداع المفاهيم - التعددية الثقافيّة.
- صفات أستاذ الدراسات العليا في مجتمع المعرفة.
- القناع والمعنـى - مقالات في الثقافة والفكر والسياسة.
- العلم وأمراض الثقافة.

## الإنتاج الشعري
- فصول من سيرة الرماد 1419 هـ.
- حارس الكلأ المباح 1419 هـ.
- ستذكرون ما أقول لكم 1420 هـ.
- أبكم مهمّتُه الكلام 1434 هـ.
- ورقة من سِفْر الرؤيا 1434 هـ.
- الحروفُ لها أجنحة 1434 هـ.
- رياض الزعفران 1434 هـ.
- اللحن الأخير على شفة المغني 1434 هـ.
- الحزن هذا ليس لي مخطوط. (تحت الطبع)

## وصلات خارجية
- دليل أعضاء هيئة التدريس بجامعة أم القرى.
- معجم البابطين للشعراء العرب المعاصرين.
- موسوعة الأدب العربي السعودي الحديث.
- أدب الموسوعة العالمية للشعر العربي.
- معجم الأدباء السعوديين.
- موسوعة ديوان الشعر العربي.